# Dlhá nad Kysucou
Dlhá nad Kysucou es un municipio del distrito de Čadca en la región de Žilina, Eslovaquia, con una población estimada a final del año 2024 de 619 habitantes.
Se encuentra ubicado al noroeste de la región, cerca del curso alto del río Váh (cuenca hidrográfica del Danubio) y de la frontera con la República Checa y Polonia.

## Demografía
| Año        | 1994 | 2004    | 2014     | 2024    |
| ---------- | ---- | ------- | -------- | ------- |
| Población  | 480  | 503     | 633      | 619     |
| Diferencia |      | +4,79 % | +25,84 % | −2,21 % |

| Año        | 2023 | 2024    |
| ---------- | ---- | ------- |
| Población  | 620  | 619     |
| Diferencia |      | −0,16 % |